# Echeandia herrerae
Echeandia herrerae är en sparrisväxtart som först beskrevs av Ellsworth Paine Killip, och fick sitt nu gällande namn av Robert William Cruden. Echeandia herrerae ingår i släktet Echeandia och familjen sparrisväxter.
Artens utbredningsområde är Peru. Inga underarter finns listade i Catalogue of Life.